# Antoon van Oorschoot
Antoon van Oorschoot MAfr (* 28. Januar 1899 in Heeswijk; † 10. Dezember 1964) war ein niederländischer Ordensgeistlicher und römisch-katholischer Bischof von Mbeya.

## Leben
Antoon van Oorschoot trat der Ordensgemeinschaft der Weißen Väter bei und empfing am 16. Juli 1923 in Karthago das Sakrament der Priesterweihe. Anschließend wurde er als Missionar nach Tanganjika entsandt. Am 17. Oktober 1947 bestellte ihn Papst Pius XII. zum Apostolischen Präfekten von Tukuyu.
Am 14. Juli 1949 wurde Antoon van Oorschoot infolge der Erhebung der Apostolischen Präfektur Tukuyu zum Apostolischen Vikariat und ihrer Umbenennung erster Apostolischer Vikar von Mbeya. Zudem ernannte ihn Papst Pius XII. zum Titularbischof von Cenae. Der Bischof von ’s-Hertogenbosch, Wilhelmus Pieter Adrian Maria Mutsaerts, spendete ihm am 30. Oktober desselben Jahres die Bischofsweihe; Mitkonsekratoren waren der Koadjutorbischof von Breda, Jozef Willem Maria Baeten, und der Apostolische Vikar von Atambua, Jacques Pessers SVD. Sein Wahlspruch Ut cognoscant te („Damit sie dich erkennen“) stammt aus Joh 17,3 . Antoon van Oorschoot wurde am 25. März 1953 infolge der Erhebung des Apostolischen Vikariats Mbeya zum Bistum erster Bischof von Mbeya.
Antoon van Oorschoot nahm an der ersten, zweiten und dritten Sitzungsperiode des Zweiten Vatikanischen Konzils teil.